# 青森市立奥内中学校
青森市立奥内中学校（あおもりしりつ おくないちゅうがっこう）は、青森県青森市大字奥内にあった公立中学校。

## 概要
- 本校は、青森市奥内字宮田地区にあり、旧奥内村域が学区となっていた。

## 沿革
- 1947年（昭和22年）
  - 4月1日 - 新学制施行により、奥内村立奥内中学校として、奥内小学校校舎に併設発足。奥内尋常高等小学校高等科生が、移籍収容。
  - 4月21日 - 開校式挙行。
- 1953年（昭和28年）
  - 4月1日 - 西沢田中学校を併合。
  - 4月20日 - 新校舎落成式と開校式挙行。
- 1955年（昭和30年）9月1日 - 奥内村が青森市に合併されたことにより、青森市立奥内中学校に改称。西沢田学区は、油川中学校の学区に変更。
- 1957年（昭和32年）11月15日 - 創立10周年記念式典挙行し、校歌制定。
- 1961年（昭和36年）9月26日 - 校旗樹立。
- 1967年（昭和42年）10月28日 - 創立20周年記念式典挙行。
- 1985年（昭和60年）3月31日 - 後潟中学校と統合した北中学校開校により、閉校となった。

## 参考資料
- 『新青森市史 別編教育(別巻) 年表・学校沿革』（青森市・2000年3月発行）「学校沿革（二）中学校」250頁「北中学校 変遷」